# Aéroport international de Saltillo
L'Aéroport International Plan de Guadeloupe ou Aéroport International de Saltillo (code IATA : SLW • code OACI : MMIO • code DGAC M. : SLW), est un aéroport localisé à Ramos Arizpe, dans l'État de Coahuila, au Mexique. Il gère le trafic aérien de la zone métropolitaine de Saltillo et Ramos Arizpe. L'aéroport de Saltillo est le deuxième aéroport par son importance de l'état, l'Aéroport International Francisco Sarabia de Torreón étant le premier.
En 2018 l'aéroport international Plan de Guadeloupe n'a qu'un seul vol vers la ville du Mexico en raison de la grande proximité avec l'Aéroport International du Nord et l'Aéroport Mariano Escobedo de Monterrey, ce dernier étant le troisième aéroport le plus important du Mexique, qui se trouve seulement à 50 minutes en voiture et qui offre bien plus de vols et des prix compétitifs.

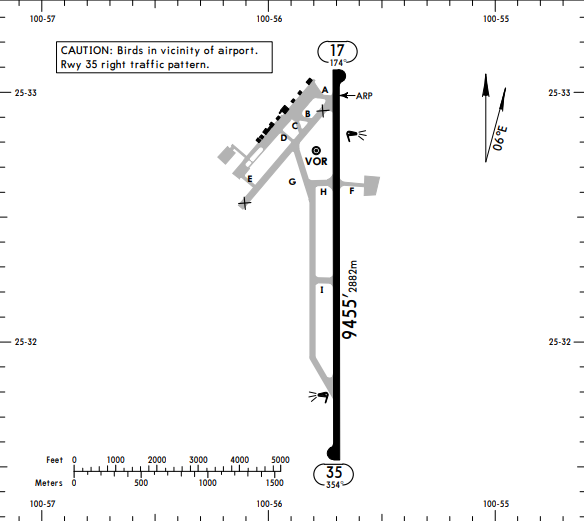
Diagramme MMIO

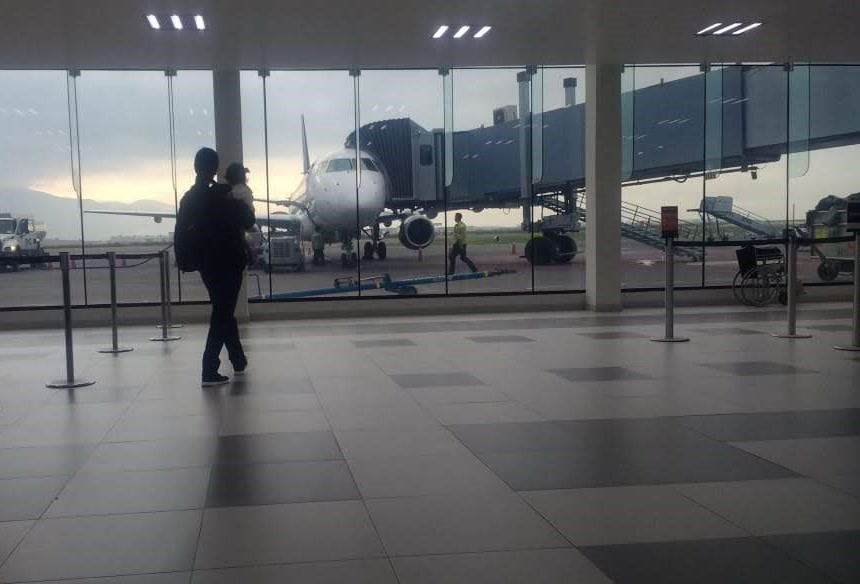
Salle d'attente

## Situation
| \| 500 km1:6 468 000 \| Acapulco Aguascalientes Huatulco Campeche Cancún Chetumal Chihuahua Ciudad · del Carmen Ciudad Juárez Ciudad · Obregón Ciudad · Victoria Colima Cozumel Culiacán Guanajuato Durango Guadalajara Hermosillo Ixtapa · Zihuatanejo La Paz San José · del Cabo Los Mochis Matamoros Mazatlán Mérida Mexicali Mexico B.J. Mexico F.A. Minatitlán Monterrey Morelia Nuevo · Laredo Oaxaca Playa · de Oro Puebla Puerto · Escondido Puerto · Vallarta Querétaro Reynosa San Luis · Potosí Tampico Tapachula Tepic Tijuana Toluca Torreón Tuxtla Gutiérrez Uruapan Veracruz Villahermosa Zacatecas |
| 500 km1:6 468 000 |

## Compagnies aériennes et destinations

### Passagers
| Compagnies         | Destinations     |
| ------------------ | ---------------- |
| Aeroméxico Connect | Mexico-B. Juárez |

### Cargo
| Compagnies    | Destination                                          |
| ------------- | ---------------------------------------------------- |
| Aeronaves TSM | Diverses destination de l’Amérique du nord et du sud |
| Bax Global    | État de l’Ohio                                       |
| DHL Express   | Detroit, San Antonio                                 |

## Stats
| Nombre | Ville                            | Passagers | Classement    | Compagnie aérienne |
| ------ | -------------------------------- | --------- | ------------- | ------------------ |
| 1      | Ville de Mexico                  | 20,818    | en stagnation | Aeroméxico Connect |
| 2      | Port Vallarta, Jalisco           | 186       |               |                    |
| 3      | Veracruz, Veracruz               | 63        |               |                    |
| 4      | Toluca, État de Mexico           | 47        | 1             |                    |
| 5      | Torreón, Coahuila                | 33        |               |                    |
| 6      | San Luis Potosí, San Luis Potosí | 25        |               |                    |
| 7      | Matamoros, Tamaulipas            | 12        |               |                    |
| 8      | Mazatlán, Sinaloa                | 10        |               |                    |